# 逆転世界ノ電池少女
『逆転世界ノ電池少女』（ぎゃくてんせかいノでんちしょうじょ、RUMBLE GARANNDOLL）は、Lerche制作による日本のテレビアニメ作品。2021年10月から12月までAT-Xほかにて放送された。当初は2クールの予定だったが、予算が集まらず1クールに変更された経緯が監督により明かされている。

## あらすじ
改元を前にした2019年の日本の上空に突然現れた異次元の裂け目には、天地逆転となった「真国日本」という異世界が存在した。かつての軍国主義を維持し続け永世昭和の世を続けていく並行世界は、現行兵器を無効化していく「幻霧」と呼ばれるガス兵器、そして「伽藍」と呼ばれる巨大人型兵器を駆使し、日本を軍事的に侵略していくものだった。それは瞬時に政府を掌握して事実上の征服を果たしていく。「令和」と呼ばれる元号の時代は訪れることはなかった。その10年後、日本は真国の属国として生まれ変わり、検閲が厳しくなる中、隆盛を誇っていた漫画やアニメ、アイドルといったサブカルチャーは完全的に死に絶えたように見えていたが、そこに「Otaku is not dead!」という言葉が現れた。サブカル文化を守ろうと真国に真っ向から抵抗する集団がそこに存在し、「アラハバキ」と呼ばれる秘密結社、「ガランドール」と呼ばれる主力兵器、そしてその動力源となって戦おうとする少女らがいた。人々は少女らを「電池少女」と呼ぶのだった。

## 登場人物

### アラハバキ
久導 細道（くどう ほそみち）
声 - 山下誠一郎、平田真菜（幼少期）
主人公。歌舞伎町にて闇営業のホストを務めている少年。それとしてはナンバー1。多額の借金を両親によって背負わされたことにより、孤独を生きている一人でもある。眼鏡を掛けてない状態で接客するが、裸眼での視力は低く、目の前のあるものは朧気にしか見えない。
赤城 りん（あかぎ りん）
声 - ファイルーズあい
「シャーク１」の電池少女。アニメや特撮といったサブカル文化が好き。一人称を「僕」と言う。主に『海帝ザバーン』というヒーローアニメを愛している。ヒーローに憧れる故に、正義や団結というものに重んじるところも見られる。
蒼葉 夕紀（あおば ゆき）
声 - 鈴木愛奈
「ラビット２」の電池少女。地下アイドルグループ・ラビットフットで活動しているアイドル。性格は表裏が激しく打算的。アイドルを辞めてコンビニバイトをしたことある。
黒木 ミサ（くろき ミサ）
声 - 井澤詩織
「キャット３」の電池少女。レトロゲームが好き。デジタルガジェットに精通しており、『ワードニャ』と呼ばれる天才ハッカーの肩書も持っている。
バルザック 山田（バルザック やまだ）
声 - 杉田智和
「アラハバキ」というレジスタンス勢力の司令官を務めている。サングラスを常にかけており、ハイテンションであり、冷静沈着ではないところがある。かつてはガランドールパイロットであったらしい。
神楽坂 ミミ（かぐらさか ミミ）
声 - 豊崎愛生
「アラハバキ」の技術を担当しており、ガランドールのメンテナンスや新規開発、電池少女らの世話も兼任している。第1話序盤にて細道の客として登場していた。真国侵略以前はコスプレイヤーであったが、現在は黒歴史。かつてはバルザックと同様に電池少女であったらしい。
宗方 安寿（むなかた あんじゅ）
声 - 福地教光
細道の身元引受人。事ある毎に細道より借金返済を迫り、「アラハバキ」に参加するもパイロットとして細道に支払われる金目当てであった。言動から反社会勢力の関係者であることを仄めかしている。細道には「コンクリート詰め」のように物騒なことを口走る一方、顔が広く本来閉鎖されている箇所を開放。夕紀を奮い立たせるきっかけを与えたこともある。細道以外にも複数人の借金を取り立てを行っており、「胴元」から納金の催促を受けている。
鵜飼（うかい）
声 - 松田健一郎
珍しいオタクアイテムの調達から電池少女らの捜索まで、全てをこなすといった、自称「プロ」の一人。
メガネ、キャップ、ポチャ
声 - 水島大宙（メガネ）、葉山翔太（キャップ）、金子隼人（ポチャ）
「アラハバキ」所属の3人のオタクメカニック。電池少女らのファンでもあり、細道に対し、リア充気質の「ホスト」という出自と、電池少女とマッチングが可能なことから、目の敵とする存在。
田中 ナスターシャ（たなか ナスターシャ）
声 - 水瀬いのり
「アラハバキ」のリーダーと目される着ぐるみ。口から札束を出す。着ぐるみを着ていたナスターシャという少女が正体と思われたが、ナスターシャは影武者であり、真の田中は別にいる。

### 真誅軍
東雲 アカツキ（しののめ アカツキ）
声 - 寺島拓篤
真誅軍大佐。幻国に優秀な軍人として派遣された。自ら秋葉原に潜入する行動派で部下の信頼も厚いところである。軟弱になった幻国の日本国民を救い、両国を統一したいといった理想を揚げて活動する。搭乗機は専用伽藍である「鳳凰」。
真神 ハヤテ（まかみ ハヤテ）
声 - 日高里菜
忍者のような装いの伽藍搭乗員。真誅軍将校武家の出。武士の精神を尊重する真面目さが、ある時には隙になるところも見られる。アカツキには忠誠を誓っているものの、乙女心でありつつも軍人以外の感情も含んでいる。搭乗機は専用伽藍である「白狼」のほか、非常時には専用カラーの「狛戌」に搭乗する。
佐斯神 ムサシ（さしがみ ムサシ）
声 - 藤井ゆきよ
大貴族の娘。サディスティックな性格であり、家柄としても軍人として才能の全てにおいて恵まれている。アカツキの命令を聞くことなく、単独で戦闘に向かうといったなどの軍人とは違う戦闘狂な一面も見られる。搭乗機は専用伽藍である「龍姫」。
神水流 ヤクモ（かみずる ヤクモ）
声 - 下地紫野
陰陽師の血を引いている真誅軍のメカニック担当。呪術的な分野や地脈を読む能力だけでなく、科学分野の才能についても抜群である。真誅軍の伽藍の開発も行う。搭乗機は専用伽藍である「万亀」、および「千鶴」。

## 設定
真国日本
平成末期に突如出現し、瞬く間に日本を征服した軍国主義を極めた並行世界の日本、元号は「永世昭和」。時刻表記に「十二時辰」が公式に使われ、「貴族」「忍者」「陰陽師」といった明治維新以前の社会システムや役職が存在する。思想的には帝国主義的な近代軍国主義というより攘夷思想に基づいた排他的先軍主義であり、日本国の近代史を「屈辱の歴史」と認識している。安寿曰く「戦争に勝っちまった日本」。日本国の軍国主義時代にも存在した「漫画」、「アニメ」、「芸能活動」といったサブカルチャーなどが存在しない歴史を歩んでおり、明治維新から敗戦を経て発展した文化、特に欧米由来から独自発展したサブカルチャーを日本を軟弱にした「毒文化」とし否定している。「大和魂」復興と「毒文化」からの解放を大義名分として「真誅軍」にサブカルチャーの規制、排斥させると共に、クリエイターや愛好者を「夢想主義者」として逮捕、拘束することを徹底させている。その真意は万が一他国から攻め入れられた場合、サブカルチャーに夢中になるあまり容易に侵略を許してしまうのではないかという懸念からである。
幻国日本
真国日本から観た作中世界の日本の呼称。サブカルチャーなど真国占領以前の文化は徹底的に規制、排斥されている。作中舞台でもある東京23区の復興は殆ど行われておらず全域が廃墟となっており、浅草橋地域に巨大クレーター「浅草湖」があるなど破壊の痕跡が各地に残る。経済活動は新宿や渋谷などで特区という名目で細々と行われているが慢性的な物資不足。市中は武装した真誅軍兵士による厳重な監視下にある。アラハバキのほかにも真誅軍に対するレジスタンス活動も行われているようであるが、第4話で九州が陥落したことが語られている。
真誅軍（しんちゅうぐん）
真国日本から派遣された進駐軍。「大和魂」復興と啓蒙、「毒文化」からの解放を名目に治安維持や啓蒙活動を行っているが、実際は真国からの影響が及ばないことをいいことに過剰な弾圧とその隠蔽が日常的に行われている。
アラハバキ
真国日本からの解放と、サブカルチャーの復活を掲げるレジスタンス組織。「伽藍」を基にした巨大人型兵器「ガランドール」を保有。指揮官以下大半の構成員は仮面で素顔を隠しているか何らかのコスプレ衣装を着用している。
アキハバラ
「アラハバキ」の本拠地。かつてのオタク文化の聖地であったが、真国日本による占領後は「綱紀粛正特区 秋葉原」として「東京タワー」や「うんこビル」など都内各所に点在していた文化的ランドマークである建造物やオブジェクトなどが無造作に打ち捨てられている。寸断されたJR線の車両も同様に放置されており、周辺住民の住居として使われている。秋葉原駅は消滅しており、駅跡には巨大クレーター「浅草湖」が広がっている。「アラハバキ」の基地は「秋葉原クロスフィールド」跡の地下にあり、司令部機能のほかガランドール整備施設などがり、前述の放置されているオブジェクトに偽装した迎撃システムが構築されている。ガランドール出撃の際には半壊している「秋葉原UDX」のUDXビジョンから注意喚起呼びかける映像が流れる。
ガランドール
アラハバキが保有する伽藍に類似した巨大人型兵器。真誅軍からは伽藍の紛い物とみなされている。その正体は「心魂注入発動機　零式」と呼称されていた伽藍のプロトタイプ。運用にはメインパイロットである操縦者と、電池少女と呼ばれるサブパイロットが必要で、操縦者不在でもセーフモードなら電池少女でも操縦が可能だが戦闘力は大幅に低下する。操縦者は腹部のコックピットに搭乗し、電池少女は背部から突き出ている円筒状のコックピットユニットに搭乗する。動力源は真誅軍が空気中に常時散布している幻霧に由来し、幻霧を機体に付着させ、搭乗している電池少女の精神的バックボーンに由来する「トキメキ」に応じた形態に「顕現化」させることにより起動する。そのため搭乗している電池少女毎に機体の形態や性能が異なる。なお背部コックピットユニットは脱出ポッドも兼ねており、戦闘中でも任意でコックピットユニットを交換することも可能で、それにより形態を変更することができる。戦闘時においては操縦者はVR空間にて電池少女とトキメキをシンクロする事で伽藍を圧倒する戦闘能力を発揮するが、逆に言えばシンクロできなければ戦闘力は一気に低下し、電池少女の精神状態によっては不完全な形態での起動を余儀なくされるばかりか起動すら不可能となるなど不安定な兵器である。しかし、神水流ヤクモは搭乗者の精神状態によっては街一つ消し飛ばすほどの破壊力を持つとされ、「浅草湖」のクレーターは零式の暴走が招いた結果であると推測しており危険視している。そのため真誅軍の最優先討伐対象となっている。
伽藍（ガラン）
真誅軍の主力巨大人型兵器。不安定で暴走の危険性があった「零式」を基に起動条件を「愛国心」に限定することで兵器として扱いやすくしたもの。そのため基本構造はガランドールと共通で、背部にガランドールと同型の円筒状コックピットユニットが突き出ている。機体としてはガランドールの次世代機で、機体性能に限ればガランドールを上回り、電池少女に該当するサブパイロットを必要としない。そのため搭乗者ごとに形態や性能は変化しない。
電池少女
ガランドールのサポートシステム兼動力ユニットを兼ねた少女たち。ガランドールの形態や戦闘能力に寄与するが、一方で負担は大きく、「トキメキEMPTY」状態になるとガランドールを起動できなくなる。特に必殺技を繰り出した後の状態はバルザック曰く「バカになる」と言わしめるほどに深刻な精神的ダメージを受ける。復帰には「充電」を必要となるが、これは電気ではなく精神的ケアのことで、「充電部屋」と呼ばれるセラピールームが設けられている。電池少女の「トキメキ」の「充電」は精神的バックボーンともいえるサブカルチャーや娯楽の供給（視聴など）を必要とするが、現状それらは真誅軍によって徹底的に検閲、排斥されているため、「トキメキEMPTY」状態からの復帰は容易ではない。
幻霧（ゲンム）
真誅軍が常時散布するガス状物質で、伽藍およびガランドールの動力源。この物質の散布下では航空機やミサイルなどが飛行できなくなることから、伽藍およびガランドール以外の兵器が実質無力化された。
海帝ザバーン（かいてい ざばーん）
真国日本侵略以前に原寸大立像が製作されるなど人気を博したロボットアニメ。ネット配信放送で時期が真国侵略直前であったためソフト化はされておらず、現状はプロモーションムービーしか現存していない。秋葉原UDX前に原寸大立像が鎮座している。
時透ジン（ときとう　じん）
海帝ザバーンの原作者。同時に伝説のアイドル「蒼野ユキコ」2018年武道館LEVEのプロデューサー、格闘ゲーム「熱血 闘神ファイト」にも「TOKITO JIN Project」名義で著作権を有するなどジャンルを超えて活躍していたことから団体名義説もあったが、その実態は複数の企画を統括する「統括プロデューサー」の個人名義で、正体は細道の実父。
ダンジョン
アラハバキ本拠地の近所に健在である「秋葉原ラジオ会館」地下に広がる地下空間。龍脈に影響により時空が歪んでおり全貌の把握は不可能。そのため真誅軍の摘発を受けておらず、オタクグッズを販売する店舗跡が数多く残っているほか、成れの果てと呼ばれる龍脈の影響で変質したマニアやオタクが住み着いている。

## 登場メカニック

### ガランドール
零式（ゼロシキ）
アラハバキが保有するガランドールの素体。細道が成り行きで搭乗することになった。白いフレームむき出しの機体で、顔面部に一切なにもない頭部が特徴。上記にもあるように搭乗している電池少女により形態や性能が変化する。
シャーク１
赤城りん搭乗形態。名称にあるように随所にサメをモチーフにした機体で、赤城りんがこよなく愛する『海帝ザバーン』がベース。カラーリングは青。両腕部に二振りの刀剣「ファング」、「アギト」を装備、それらを鋏状に合体させ、必殺技「シャークバイト」を繰り出す。
ラビット２（db）
蒼葉夕紀搭乗形態。ウサギの着ぐるみのような形態だが、これは夕紀が心を閉ざした状態で起動したことで現出した外装で、内部に擬人化したウサギをモチーフにしたアイドルのような機体が本来の外観。飛行能力を有し、ペンライト型ビットによるオールレンジ攻撃を得意とし、ビットを収束させることで高出力ビームによる攻撃が可能。
キャット３（CT）
黒木ミサ搭乗形態。猫をモチーフにした細身の機体でカラーリングは黄色。素体のみでは他のガランドールに全ての面で劣るが、コタツ型増加装備ユニットとの合体形態「キャット3（CT²）」は火力、防御力において他のガランドールを圧倒する。なお（CT²）はコタツ（COTA2）の略。

### 伽藍
狛戌（コマイヌ）
真誅軍の主力量産機。擬人化された犬が具足を着たような外見。マシンガンと刺又が標準装備だが、火炎放射器を装備することもある。
ハヤテ専用狛戌
第1話にて損傷した白狼に代わり搭乗する機体。白狼と同じく白い機体。
白狼（ハクロウ）
真神ハヤテ専用機。人狼のような外見でカラーリングは白。白と赤の二振りのビームサーベルを装備。操縦桿のグリップがSD化された虎の頭を模した形状。
鳳凰（ホウオウ）
東雲アカツキ専用機。鳳凰をあしらった装飾がなされた鎧武者のような外見でカラーリングは赤基調。幻霧散布下でも飛行することで「アラハバキ」を威圧するが、飛行艇から吊るされているだけ。後に改良され飛行能力を得る。
龍姫（リュウキ）
佐斯神ムサシ専用機。龍のような構造物を羽衣のように身に纏うグラマラスな天女のような外観で、カラーリングは紫基調。右腕部に鞭を内蔵するほか、左腕部に高出力ビーム砲を搭載している。上記鳳凰と異なり幻霧散布下での飛行能力を有すが、初登場であるアキハバラへの偵察時点では未完成であるため継戦時間は短い。
万亀（バンキ）
神水流ヤクモ専用機。カラーリングは緑基調。全高20m超級の巨大伽藍で、その巨体と重量ゆえに運搬には飛行船三機が必要。外観はワイヤーにより伸縮自在の両腕部、背部に大口径ビーム砲とボックス型の誘導ビーム砲を搭載した上半身と、亀を甲羅をモチーフに各所にミサイルランチャーを配したクローラーの下半身で構成された重攻撃型で、他の伽藍と異なり円筒型コックピットブロックは後頭部に装着されている。実態は後述する千鶴の増加装備である。
千鶴（センカク）
上記万亀の頭部に収納されているコアユニット。全身白基調の細身の機体、飛行能力を有し、飛行時に光る翼を展開する。

## スタッフ
- 原作 - 伽藍堂[4]
- 監督 - 安藤正臣[4]
- 助監督 - 仁昌寺義人[4]
- シリーズ構成 - 上江洲誠[4]
- キャラクター原案 - 渡辺明夫[4]
- キャラクターデザイン - 黒澤桂子[4]
- ガランドールデザイン・メカニックデザイン - 廣瀬智仁[4]
- プロップデザイン - 森木靖泰、KntC[4]
- 3DCG - LARX ENTERTAINMENT[4]
- CG監督 - 加藤大輔[4]
- 美術監督 - 本田光平[4]
- 美術設定 - 岩澤美翠、須江信人[4]
- 色彩設計 - 加口大朗[4]
- 撮影監督 - 國井智行[4]
- 編集 - 伊藤利恵[4]
- 音楽 - 白戸佑輔[4]
- 音響監督 - 飯田里樹[4]
- 音楽制作 - ランティス[4]
- 音楽プロデューサー - 吉江輝成
- プロデュース - EGG FIRM[4]
- チーフプロデューサー - 田中翔、畠山拓郎
- プロデューサー - 元長聡、吉田健人、重松暖、伊藤憲祐、東真央、原田貴之、礒谷徳知、齋藤宙央、村松裕基
- アニメーションプロデューサー - 比嘉勇二[4]
- アニメーション制作 - Lerche[4]
- 製作 - 「逆転世界ノ電池少女」製作委員会[4]（KADOKAWA、MAGNET、バンダイナムコアーツ、クオラス、BS11、スカーレット、AT-X、TOKYO MX、スタジオ雲雀、EGG FIRM）

## 主題歌
「Fever Dreamer」
Mia REGINAによるオープニングテーマ。作詞はhotaru、作曲はTom-H@ck、編曲はRINZO。
「Reverse-Rebirth」
鈴木愛奈によるエンディングテーマ。作詞・作曲はha-jと出口たかしとPA-NON、編曲はha-j。

### 挿入歌
「希望の波 海帝ザバーン」
きただにひろしによる第3・4話挿入歌。作詞はCocoro.、作曲・編曲は白戸佑輔。
「ぴょんぴょん♡Love It」
蒼葉夕紀（鈴木愛奈）による第4話挿入歌。作詞はCocoro.、作曲・編曲は白戸佑輔。
「憧れのクレッシェンド」
蒼野ユキコ（VO.霧島若歌）による第4・5話挿入歌。蒼葉夕紀（鈴木愛奈）による第5話挿入歌。作詞はCocoro.、作曲・編曲は白戸佑輔。
「ザバーンランブル-Brust refrain!- -蒼葉夕紀Ver.-」
蒼葉夕紀（鈴木愛奈）による第12話挿入歌。作詞はCocoro.、作曲は白戸佑輔、編曲はフワリ。

## 各話リスト
| 話数 | サブタイトル                                     | 脚本                         | 絵コンテ           | 演出               | 作画監督                                                                               | 総作画監督 | 初放送日        |
| ---- | ------------------------------------------------ | ---------------------------- | ------------------ | ------------------ | -------------------------------------------------------------------------------------- | ---------- | --------------- |
| #01  | きみと（出来れば）逆転したい！                   | 九頭竜                       | 安藤正臣           | 仁昌寺義人         | 黒澤桂子 河野のぞみ 樋口博美 小野木三斉 Park Ji-seung                                  | 黒澤桂子   | 2021年 10月11日 |
| #02  | 君を（なんとか）信じたい!!                       | 九頭竜                       | 仁昌寺義人         | 谷口工作           | 市川美帆 小野木三斉 河野のぞみ 樋口博美                                                | 黒澤桂子   | 10月18日        |
| #03  | 見たか！（まさかの）大逆転!!                     | 九頭竜                       | 岩畑剛一           | 虎高昇 横野光代    | 山﨑香 鈴木春香                                                                        | 黒澤桂子   | 10月25日        |
| #04  | なんてったって（日本最後の）私はアイドル！       | 中西やすひろ                 | キムラシンイチロウ | キムラシンイチロウ | 黒澤桂子 市川美帆 河野のぞみ 樋口博美 小野木三斉                                       | 黒澤桂子   | 11月1日         |
| #05  | なんてったって（誰が何と言おうと）私はアイドル！ | 中西やすひろ                 | 金澤洪充           | 鎌田祐輔           | 市川美帆 小野木三斉 永田陽菜 樋口博美 前川舞 黒澤桂子 廣瀬智仁                         | 黒澤桂子   | 11月8日         |
| #06  | 今明かそう（聞いてないけど）アキバ黙示録！       | 九頭竜                       | 大橋朋代           | キムラシンイチロウ | 樋口博美 永田陽菜 渡辺真由美 市川美帆 小野木三斉 前川舞 鈴木春香 川本由記子            | 黒澤桂子   | 11月15日        |
| #07  | （出てこい！）箱入り生活のススメ！               | 風埜隼人                     | まついひとゆき     | 田中貴大           | 黒澤桂子 樋口博美 永田陽菜 河野のぞみ 市川美帆 小野木三斉 前川舞 鈴木春香              | 黒澤桂子   | 11月22日        |
| #08  | （ようこそ！）箱入り生活のススメ！               | 風埜隼人                     | 松林唯人           | 鎌田祐輔           | 樋口博美 永田陽菜 市川美帆 小野木三斉 前川舞 鈴木春香                                  | 黒澤桂子   | 11月29日        |
| #09  | 今明かそう（笑止）アキバ黙示録！                 | 九頭竜 中西やすひろ 風埜隼人 | 松林唯人           | 谷口工作           | 河野のぞみ 渡辺真由美 樋口博美 永田陽菜 市川美帆 小野木三斉 前川舞 鈴木春香 川本由記子 | 黒澤桂子   | 12月6日         |
| #10  | 見たか！（裏切りの）大逆転！                     | 九頭竜                       | 金澤洪充           | キムラシンイチロウ | 永田陽菜 樋口博美 小野木三斉 市川美帆 前川舞 鈴木春香 廣瀬智仁                         | -          | 12月13日        |
| #11  | 君を（今こそ！）信じたい！                       | 九頭竜                       | 鎌田祐輔           | 鎌田祐輔           | 前川舞 市川美帆 小野木三斉 鎌田祐輔 鈴木春香 永田陽菜 樋口博美 廣瀬智仁                | -          | 12月20日        |
| #12  | きみと（みんなで！）逆転したい！                 | 九頭竜                       | 金澤洪充 安藤正臣  | 谷口工作 安藤正臣  | 黒澤桂子 樋口博美 永田陽菜 市川美帆 小野木三斉 前川舞 鈴木春香                         | 黒澤桂子   | 12月27日        |

## 放送局
| 放送期間                                                                                       | 放送時間                     | 放送局     | 対象地域   | 備考                                 |
| ---------------------------------------------------------------------------------------------- | ---------------------------- | ---------- | ---------- | ------------------------------------ |
| 2021年10月11日 - 12月27日                                                                      | 月曜 23:00 - 23:30           | AT-X       | 日本全域   | 製作参加 / CS放送 / リピート放送あり |
| 2021年10月12日 - 12月28日                                                                      | 火曜 0:00 - 0:30（月曜深夜） | TOKYO MX   | 東京都     | 製作参加                             |
|                                                                                                |                              | BS11       | 日本全域   | 製作参加 / BS放送 / 『ANIME+』枠     |
|                                                                                                | 火曜 1:59 - 2:29（月曜深夜） | 読売テレビ | 近畿広域圏 | 『MANPA』第1部                       |
| AT-Xでは、事前特番『TVアニメ『逆転世界ノ電池少女』放送直前！逆転世界ノ充電講座』が放送された。 |                              |            |            |                                      |

| 配信開始日         | 配信時間                     | 配信サイト |
| ------------------ | ---------------------------- | --- |
| 2021年10月12日     | 火曜 0:00（月曜深夜） 更新   | dアニメストア |
| 2021年10月15日     | 金曜 0:00（木曜深夜） 更新   | ABEMAビデオ（ABEMAプレミアム会員限定） |
|                    | 金曜 1:30 - 2:00（木曜深夜） | ABEMA |
| 2021年10月19日以降 | 火曜 0:00（月曜深夜） 更新   | ニコニコチャンネル GYAO! ひかりTV FOD バンダイチャンネル Hulu TELASA J:COMオンデマンド みるプラス見放題プレミアム アニメ放題 Amazon Prime Video アニメカ U-NEXT TVer ytv MyDo! Rakuten TV DMM.com music.jp ビデオマーケット HAPPY!動画 クランクイン！ビデオ ムービーフルplus |
| 2021年10月19日     | 火曜 0:30 - 1:00（月曜深夜） | ニコニコ生放送 |

## BD
| 巻 | 発売日        | 収録話         | 規格品番   |
| -- | ------------- | -------------- | ---------- |
| 1  | 2022年1月26日 | 第1話 - 第4話  | ZMXZ-15171 |
| 2  | 2022年2月25日 | 第5話 - 第8話  | ZMXZ-15172 |
| 3  | 2022年3月30日 | 第9話 - 第12話 | ZMXZ-15173 |

## 漫画
レフトハンドによるコミカライズ作品が『コミックNewtype』（KADOKAWA）にて2021年10月12日から2022年7月26日まで連載。テレビ本編の前日談となる部分も描写されている。
- レフトハンド（作画）、伽藍堂（原作） 『逆転世界ノ電池少女』 KADOKAWA〈電撃コミックスNEXT〉、全2巻
  1. 2022年2月26日発売[16][17]、ISBN 978-4-04-112091-0
  2. 2022年9月9日発売[18]、ISBN 978-4-04-112843-5

## 小説
テレビ本編の前日譚『逆転世界ノ電池少女 伽藍戦記』が小説投稿サイト「カクヨム」にて、2021年12月16日から2022年2月8日まで連載。執筆は小太刀右京。